# RCN 텔레비시온
RCN 텔레비시온(스페인어: RCN Televisión 에레세에네 텔레비시온[*])는 콜롬비아의 텔레비전 네트워크다.